# Ка Лењаро (Падова)
Ка Лењаро је насеље у Италији у округу Падова, региону Венето.
Према процени из 2011. у насељу је живело 149 становника. Насеље се налази на надморској висини од 3 м.